# 张楼乡 (邓州市)
张楼乡，是中华人民共和国河南省南阳市邓州市下辖的一个乡镇级行政单位。

## 行政区划
张楼乡下辖以下地区：
老君村、文营村、吴集村、寺后村、李家村、张油坊村、刘楼村、耿家村、门庙村、牛王庙村、北张坡村、龚家村、小丁村、茶庵村、大庄村、吕楼村、谷楼村、东大王营村、丁湾村、孙渠村、南王营村和黄庄村。